# Calophasia albopriva
Calophasia albopriva är en fjärilsart som beskrevs av Karl Schawerda 1941. Calophasia albopriva ingår i släktet Calophasia och familjen nattflyn. Inga underarter finns listade i Catalogue of Life.